# 25023 Sundaresh
25023 Sundaresh este un asteroid din centura principală de asteroizi.

## Descriere
25023 Sundaresh este un asteroid din centura principală de asteroizi. A fost descoperit pe 17 august 1998 la Socorro, New Mexico, în cadrul proiectului LINEAR. Asteroidul prezintă o orbită caracterizată de o semiaxă mare de 2,33 ua, o excentricitate de 0,19 și o înclinație de 3,9° în raport cu ecliptica.